# Eukoenenia draco
Eukoenenia draco is een spinnensoort in de taxonomische indeling van de Palpigradi.
Het dier komt uit het geslacht Eukoenenia. Eukoenenia draco werd in 1906 beschreven door Peyerimhoff.